# Ceferino de Blas
Ceferino de Blas García, (Corvera de Asturias, 24 de septiembre de 1943-Vigo, 19 de febrero de 2023) fue un escritor, periodista y ejecutivo español

## Biografía
Estudió en el Seminario Metropolitano de Oviedo. Después realizó su formación superior en la Universidad Pontificia de Salamanca (Filosofía y Letras) y periodismo en la Escuela Oficial de Periodismo de Madrid, para terminar la licenciatura en Ciencias de la Información por la Complutense madrileña. Trabajó sucesivamente en La Voz de Asturias, como delegado de la Agencia EFE en Asturias, La Nueva España —donde fue sudirector— y corresponsal en Asturias de El Periódico de Catalunya. De 1986 a 1994, fue director del diario Faro de Vigo, sustituyendo a Xosé Armesto Faginas. Su sucesor fue el periodista, también asturiano, José Julio González Fernández-Puente. A partir de 1994 siguió vinculado al diario gallego, tanto como articulista y autor de varios libros publicados y distribuidos junto con el diario, como por haberse incorporado al consejo de administración del mismo. Es miembro numerario de Instituto de Estudios Vigueses y fue director de los cursos de periodismo que ofreció durante algunos años la Universidad de Oviedo. En el año 2017 el Ayuntamiento de Vigo lo nombró Cronista oficial de la ciudad de Vigo en sustitución del también periodista Lalo Vázquez Gil, fallecido en junio de 2016.

## Obras
- El cardenal que coronó al rey: Pablo VI eligió a Tarancón para separar a la Iglesia del franquismo. Barcelona: Prensa Ibérica, 1995. ISBN 84-87657-92-3.
- Cunqueiro y Faro de Vigo: el pacto inextinguible, 2011. ISBN 978-84-938283-3-2.
- Paz Andrade y Faro de Vigo. Galicia ante todo. Vigo: Faro de Vigo, 2012. ISBN 978-84-615-8807-7.
- Rosalía de Castro y Faro de Vigo en el 150 aniversario de Cantares Gallegos, 272 pp., Vigo: Faro de Vigo, 2013. ISBN 978-84-616-5429-1.
- Fernández del Riego. El guerrero del galleguismo, 200 pp. Vigo: Faro de Vigo, 2013. ISBN 978-84-616-2545-1.
- Filgueira Valverde y Faro de Vigo, El hombre que más sabía de Galicia, 2015. ISBN 978-84-606-8044-4.

Participación en obras colectivas
- Llanes en la ruta Jacobea, junto con Elviro Martínez, 1968, CSIC.
- Tarancón, obispo y mártir, junto con José Luis Martín Descalzo. Oviedo: Naranco, 1976. ISBN 84-7319-083-1.
- El período preautonómico de Asturias; en Asturias, veinte años de autonomía (1982-2002) de Sabino Fernández Campo (coord.), 2002. ISBN 84-95998-08-4.

## Premios y reconocimientos
- Medalla de Oro de Vigo en 2023 (a título póstumo).[8]